# Lijst van Belgische adelsverheffingen 1990
Personen die in 1990 in de Belgische adel werden opgenomen of een adellijke titel verwierven.

## Burggraaf
- Jonkheer Christian de Duve, persoonlijke titel burggraaf.

## Baron
- Jonkheer Leo Delwaide (1939- ), persoonlijke titel baron.
- Jean Godeaux, gouverneur van de Nationale Bank, erfelijke adel en persoonlijke titel baron.
- Georges Heylen van Oirland (1912-1995), persoonlijke adel en titel van baron.
- André Jaumotte, rector ULB, erfelijke adel en persoonlijke titel baron.
- Raymond Martin Lemaire, hoogleraar, erfelijke adel en persoonlijke titel baron.
- Roger Van Overstraeten, hoogleraar, erfelijke adel en persoonlijke titel baron.
- Georges Sion (1913-2001), erfelijke adel en persoonlijke titel baron.
- Louis Suetens (1936-1996), hoogleraar en rechter, erfelijke adel en persoonlijke titel baron.
- Robert Triffin, hoogleraar, persoonlijke adel en de titel baron.
- Jonkheer Edouard van Zuylen (1935- ), de persoonlijke titel baron.

## Ridder
- Raoul Mollet, erfelijke adel en de persoonlijke titel ridder.
- Marc de Smedt (1919-1996), eerste voorzitter hof van beroep Brussel, erfelijke adel en de persoonlijke titel ridder.
- Albert Tricot (1920-2010), hoogleraar, erfelijke adel en de persoonlijke titel ridder.

## Jonkheer
- Thierry de Barsy (1941- ), neuroloog, hoogleraar, erfelijke adel (persoonlijke titel ridder in 2007).
- Guy Storme (1920-1998), burgemeester van Drongen, erfelijke adel.